# Stanisław Wiśniewski (poseł)

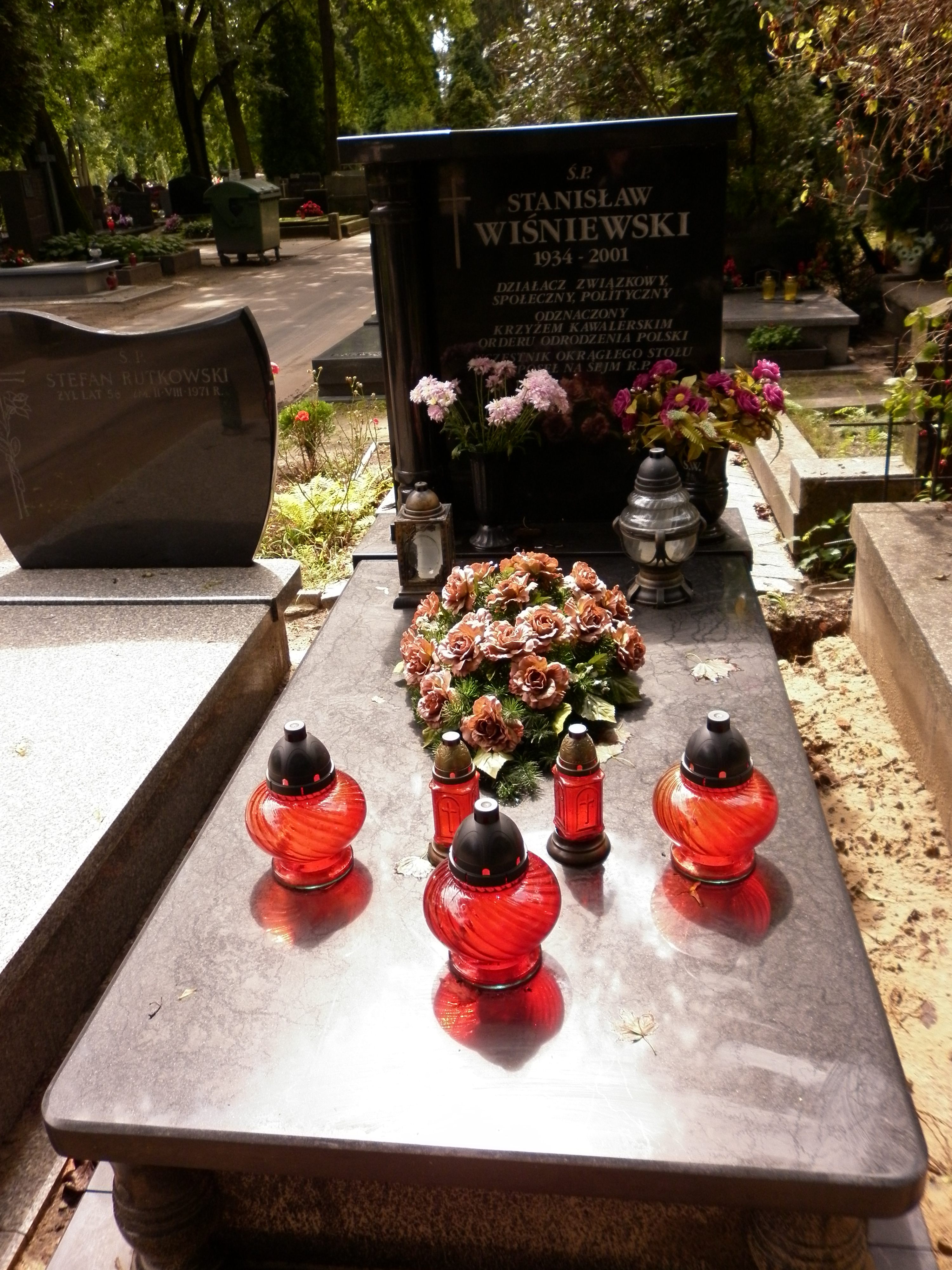
Grób Stanisława Wiśniewskiego na Cmentarzu Wojskowym na Powazkach

Stanisław Wiśniewski (ur. 8 maja 1934 w Płocku, zm. 9 lutego 2001) – polski polityk, działacz związkowy, poseł na Sejm II kadencji.

## Życiorys
Ukończył w 1959 Technikum Poligraficzne w Warszawie. Pracował jako poligraf i rysownik w różnych przedsiębiorstwach. W drugiej połowie lat 80. kierował Związkiem Zawodowym Pracowników Poligrafii. Brał udział w plenarnych rozmowach Okrągłego Stołu po stronie rządowej. Od 1990 do 1998 był wiceprzewodniczącym Ogólnopolskiego Porozumienia Związków Zawodowych, następnie stał na czele komisji rewizyjnej OPZZ.
Pełnił funkcję posła na Sejm II kadencji z listy Sojuszu Lewicy Demokratycznej. W trakcie kadencji przeszedł do Unii Pracy. Był m.in. wiceprezesem tego ugrupowania.
Pochowany na cmentarzu Powązki Wojskowe w Warszawie (kwatera B17–3–28).